# Han heter ikke William
Han heter ikke William (Il suo nome non è William) è una serie televisiva norvegese adolescenziale del 2018. La serie nasce sulla scia della nota serie Skam (2015-2017): protagonista della storia è Thomas Hayes, noto per aver interpretato il ruolo di William Magnusson in Skam.

## Episodi

### Prima stagione
| Nº | Nº | Titolo originale | Prima TV       |
| -- | -- | ---------------- | -------------- |
| 1  | 1  | Episode 1        | 5 aprile 2018  |
| 2  | 1  | Episode 2        | 5 aprile 2018  |
| 3  | 2  | Episode 3        | 5 aprile 2018  |
| 4  | 2  | Episode 4        | 5 aprile 2018  |
| 5  | 3  | Episode 5        | 12 aprile 2018 |
| 6  | 3  | Episode 6        | 12 aprile 2018 |
| 7  | 4  | Episode 7        | 19 aprile 2018 |
| 8  | 4  | Episode 8        | 19 aprile 2018 |
| 9  | 5  | Episode 9        | 26 aprile 2018 |
| 10 | 5  | Episode 10       | 26 aprile 2018 |
| 11 | 6  | Episode 11       | 3 maggio 2018  |
| 12 | 6  | Episode 12       | 3 maggio 2018  |
| 13 | 7  | Episode 13       | 10 maggio 2018 |
| 14 | 7  | Episode 14       | 10 maggio 2018 |
| 15 | 8  | Episode 15       | 17 maggio 2018 |
| 16 | 8  | Episode 16       | 17 maggio 2018 |

## Personaggi e interpreti

### Personaggi principali
- Thomas Hayes, interpretato da Thomas Hayes
- Harald Dal, interpretato da Harald Dal
- Malin Gregersen, interpretata da Malin Gregersen
- Hang Tran, interpretato da Hang Tran
- Lesley Leichtweis Bernardi, interpretata da Lesley Leichtweis Bernardi
- Henrik Plau, interpretato da Henrik Plau
- Per Heimly, interpretato da Per Heimly
- Linni Meister, interpretata da Linni Meister
- Eivind Sander, interpretato da Eivind Sander